# 1940年
1940年（1940 ねん）は、西暦（グレゴリオ暦）による、月曜日から始まる閏年。昭和15年。

## 他の紀年法
- 干支：庚辰（かのえ たつ）
- 日本（月日は一致）
  - 昭和15年
  - 皇紀2600年
- 中国（月日は一致）
  - 中華民国：中華民国29年
  - 満洲国：康徳7年
- 朝鮮
  - 檀紀4273年
  - 主体29年
- 阮朝（ベトナム）
  - 保大14年11月22日 - 保大15年12月3日
- モンゴル人民共和国（月日は一致）
  - モンゴル人民共和国30年1月1日 - 6月30日
- 仏滅紀元：2482年 - 2483年
- イスラム暦：1358年11月20日 - 1359年12月1日
- ユダヤ暦：5700年4月20日 - 5701年4月1日
- 修正ユリウス日(MJD)：29629 - 29994
- リリウス日(LD)：130470 - 130835

※檀紀は、大韓民国で1948年に法的根拠を与えられたが、1962年からは公式な場では使用されていない。

※主体暦は、朝鮮民主主義人民共和国で1997年に制定された。

## カレンダー
| 1月 |    |    |    |    |    |    |
| 日  | 月 | 火 | 水 | 木 | 金 | 土 |
|     | 1  | 2  | 3  | 4  | 5  | 6  |
| 7   | 8  | 9  | 10 | 11 | 12 | 13 |
| 14  | 15 | 16 | 17 | 18 | 19 | 20 |
| 21  | 22 | 23 | 24 | 25 | 26 | 27 |
| 28  | 29 | 30 | 31 |    |    |    |
|     |    |    |    |    |    |    |

| 2月 |    |    |    |    |    |    |
| 日  | 月 | 火 | 水 | 木 | 金 | 土 |
|     |    |    |    | 1  | 2  | 3  |
| 4   | 5  | 6  | 7  | 8  | 9  | 10 |
| 11  | 12 | 13 | 14 | 15 | 16 | 17 |
| 18  | 19 | 20 | 21 | 22 | 23 | 24 |
| 25  | 26 | 27 | 28 | 29 |    |    |
|     |    |    |    |    |    |    |

| 3月 |    |    |    |    |    |    |
| 日  | 月 | 火 | 水 | 木 | 金 | 土 |
|     |    |    |    |    | 1  | 2  |
| 3   | 4  | 5  | 6  | 7  | 8  | 9  |
| 10  | 11 | 12 | 13 | 14 | 15 | 16 |
| 17  | 18 | 19 | 20 | 21 | 22 | 23 |
| 24  | 25 | 26 | 27 | 28 | 29 | 30 |
| 31  |    |    |    |    |    |    |
|     |    |    |    |    |    |    |

| 4月 |    |    |    |    |    |    |
| 日  | 月 | 火 | 水 | 木 | 金 | 土 |
|     | 1  | 2  | 3  | 4  | 5  | 6  |
| 7   | 8  | 9  | 10 | 11 | 12 | 13 |
| 14  | 15 | 16 | 17 | 18 | 19 | 20 |
| 21  | 22 | 23 | 24 | 25 | 26 | 27 |
| 28  | 29 | 30 |    |    |    |    |
|     |    |    |    |    |    |    |

| 5月 |    |    |    |    |    |    |
| 日  | 月 | 火 | 水 | 木 | 金 | 土 |
|     |    |    | 1  | 2  | 3  | 4  |
| 5   | 6  | 7  | 8  | 9  | 10 | 11 |
| 12  | 13 | 14 | 15 | 16 | 17 | 18 |
| 19  | 20 | 21 | 22 | 23 | 24 | 25 |
| 26  | 27 | 28 | 29 | 30 | 31 |    |
|     |    |    |    |    |    |    |

| 6月 |    |    |    |    |    |    |
| 日  | 月 | 火 | 水 | 木 | 金 | 土 |
|     |    |    |    |    |    | 1  |
| 2   | 3  | 4  | 5  | 6  | 7  | 8  |
| 9   | 10 | 11 | 12 | 13 | 14 | 15 |
| 16  | 17 | 18 | 19 | 20 | 21 | 22 |
| 23  | 24 | 25 | 26 | 27 | 28 | 29 |
| 30  |    |    |    |    |    |    |
|     |    |    |    |    |    |    |

| 7月 |    |    |    |    |    |    |
| 日  | 月 | 火 | 水 | 木 | 金 | 土 |
|     | 1  | 2  | 3  | 4  | 5  | 6  |
| 7   | 8  | 9  | 10 | 11 | 12 | 13 |
| 14  | 15 | 16 | 17 | 18 | 19 | 20 |
| 21  | 22 | 23 | 24 | 25 | 26 | 27 |
| 28  | 29 | 30 | 31 |    |    |    |
|     |    |    |    |    |    |    |

| 8月 |    |    |    |    |    |    |
| 日  | 月 | 火 | 水 | 木 | 金 | 土 |
|     |    |    |    | 1  | 2  | 3  |
| 4   | 5  | 6  | 7  | 8  | 9  | 10 |
| 11  | 12 | 13 | 14 | 15 | 16 | 17 |
| 18  | 19 | 20 | 21 | 22 | 23 | 24 |
| 25  | 26 | 27 | 28 | 29 | 30 | 31 |
|     |    |    |    |    |    |    |

| 9月 |    |    |    |    |    |    |
| 日  | 月 | 火 | 水 | 木 | 金 | 土 |
| 1   | 2  | 3  | 4  | 5  | 6  | 7  |
| 8   | 9  | 10 | 11 | 12 | 13 | 14 |
| 15  | 16 | 17 | 18 | 19 | 20 | 21 |
| 22  | 23 | 24 | 25 | 26 | 27 | 28 |
| 29  | 30 |    |    |    |    |    |
|     |    |    |    |    |    |    |

| 10月 |    |    |    |    |    |    |
| 日   | 月 | 火 | 水 | 木 | 金 | 土 |
|      |    | 1  | 2  | 3  | 4  | 5  |
| 6    | 7  | 8  | 9  | 10 | 11 | 12 |
| 13   | 14 | 15 | 16 | 17 | 18 | 19 |
| 20   | 21 | 22 | 23 | 24 | 25 | 26 |
| 27   | 28 | 29 | 30 | 31 |    |    |
|      |    |    |    |    |    |    |

| 11月 |    |    |    |    |    |    |
| 日   | 月 | 火 | 水 | 木 | 金 | 土 |
|      |    |    |    |    | 1  | 2  |
| 3    | 4  | 5  | 6  | 7  | 8  | 9  |
| 10   | 11 | 12 | 13 | 14 | 15 | 16 |
| 17   | 18 | 19 | 20 | 21 | 22 | 23 |
| 24   | 25 | 26 | 27 | 28 | 29 | 30 |
|      |    |    |    |    |    |    |

| 12月 |    |    |    |    |    |    |
| 日   | 月 | 火 | 水 | 木 | 金 | 土 |
| 1    | 2  | 3  | 4  | 5  | 6  | 7  |
| 8    | 9  | 10 | 11 | 12 | 13 | 14 |
| 15   | 16 | 17 | 18 | 19 | 20 | 21 |
| 22   | 23 | 24 | 25 | 26 | 27 | 28 |
| 29   | 30 | 31 |    |    |    |    |
|      |    |    |    |    |    |    |

## できごと

### 1月
- 1月11日 - 津田左右吉が早稲田大学教授を辞任[1]
- 1月12日 - ソビエト連邦がフィンランドの各都市を空襲
- 1月14日 - 阿部内閣総辞職
- 1月15日 - 静岡市で大火。焼失5121戸、死亡4名
- 1月16日 - 米内内閣成立
- 1月21日 - 浅間丸事件。房総沖で英国軍艦が浅間丸を臨検し、ドイツ船客21名を引致
- 1月28日 - 富山県上平村（現：南砺市）にて泡雪崩が発生。8軒21人が死亡
- 1月29日 - 西成線列車脱線火災事故
- 1月 - 3月まで北陸地方など日本海沿岸で記録的な豪雪。死者・行方不明者116人[2]

### 2月
- 2月2日 - 斎藤隆夫の反軍演説
- 2月11日 - 日本神話に基づく建国2600周年。紀元2600年祝典開催。阿部定を含む多数の囚人が恩赦を受ける
- 2月12日 - 津田左右吉の『神代史の研究』など発禁となる
- 2月16日 - ノルウェー領海でイギリスとドイツが軍事衝突（アルトマルク号事件）
- 2月27日 - 炭素14をMartin KamenとSam Rubenが発見
- 2月29日 - 米アカデミー賞発表。『風と共に去りぬ』でマミーを演じたハティ・マクダニエルがアカデミー賞助演女優賞を受賞、黒人として初のアカデミー賞受賞者となる

### 3月
- 3月6日 - 大日本航空が横浜-サイパン-パラオ間定期航空路を開始
- 3月7日 - 戦争政策批判により衆議院が民政党斎藤隆夫を除名処分
- 3月12日 - ソビエト連邦・フィンランド講和条約がモスクワで調印（冬戦争終結）
- 3月20日 - フランス・ダラディエ内閣辞職 - レノー内閣成立
- 3月28日 - 敵性語追放：内務省が芸能人の外国名・ふざけた芸名禁止を通達（ミスワカナ、ディック・ミネ、バッキー白片、藤原釜足ら16名）
- 3月30日 - 汪兆銘、南京で親日政府樹立（南京政府）

### 4月
- 4月1日
  - 所得税法施行規則改正施行（勤労所得の源泉徴収開始）
  - 宗教団体法施行（二十八宗派）
- 4月5日 - ヱスビー食品設立
- 4月9日
  - ドイツ軍がデンマーク王国・ノルウェー王国に侵攻（北欧侵攻）、デンマークが降伏
  - 日本ニュース映画社（後の日本映画社）設立（4新聞のニュース映画部門が統合）
- 4月10日 - 米穀強制出荷命令発動

### 5月
- 5月10日
  - ドイツ軍がオランダ王国・ベルギー王国・ルクセンブルク大公国・フランスに侵攻開始（ナチス・ドイツのフランス侵攻、オランダの戦い）
  - 英チェンバレン内閣総辞職 - チャーチル挙国一致内閣成立
  - 英国がアイスランドに侵攻
- 5月13日
  - ペルーリマで日系移民経営の商店などに対して大規模な破壊掠奪（リマ排日暴動事件）が発生した[3]
- 5月15日
  - 茨城県真壁郡下館町（現：筑西市）にて大火災が発生（稲荷町の大火）。死傷者39名。
  - オランダがドイツに降伏
- 5月18日 - 日本軍、重慶を大空襲（重慶爆撃、 - 9月4日）
- 5月28日 - ベルギーがドイツに降伏

### 6月
- アメリカが戦時体制に移行[要出典]。フランクリン・ルーズベルト大統領が国防力強化のため、科学者動員令[要出典]を発令する[注釈 1]
- 6月1日 - 木戸幸一が内大臣として宮城に復帰
- 6月3日 - ドイツ空軍がパリを空襲
- 6月4日 - ドイツ軍がダンケルクを占領したが、包囲されていた英仏軍の大半は脱出に成功（ダンケルクの戦い、ダイナモ作戦）
- 6月5日 - ドイツ軍が対仏総攻撃を開始
- 6月7日 - ノルウェー国王ホーコン7世が英国に亡命
- 6月9日 - ノルウェー国王が英国より対独抗戦中止を命令
- 6月10日
  - イタリアが対英仏宣戦布告
  - アメリカルーズベルト大統領がイタリアの対応について「背中から刺すようだ (Stab in the Back)」と非難
  - ノルウェーがドイツに降伏
- 6月11日 - フランス政府がトゥールに移転
- 6月13日 - フランス軍がパリから撤退
- 6月14日
  - ドイツ軍がパリに無血入城
  - フランス政府がボルドーに移転
  - 隅田川で勝鬨橋開通
- 6月15日
  - イタリア軍がフランス領に侵攻
  - ソ連軍がリトアニアに進駐開始
- 6月16日 - フランスレノー内閣辞任、ペタン元帥が首相に就任
- 6月17日
  - フランス・ペタン首相がドイツ軍に休戦提議
  - ソ連軍がラトビア・エストニアに進駐開始
- 6月18日
  - フランス・ド・ゴール将軍が自由フランスとしてロンドン放送で対独抗戦継続を呼びかける
  - 筑摩書房創業
- 6月19日 - 日本がフランスに対漢援助禁止を警告
- 6月22日 - 独仏休戦協定締結
- 6月24日 - 近衛文麿が枢密院議長を辞任し新体制運動推進を決意表明
- 6月27日 - 伊仏休戦協定締結
- 6月28日 - ソ連がベッサラビア及び北ブコヴィナ（ルーマニア領）に進駐
- 6月30日 - モンゴル人民共和国で新憲法公布

### 7月
- 7月2日 - 仏政府がヴィシーに移動
- 7月3日 - 英艦隊がアルジェリアのオラン港の仏艦隊を撃滅
- 7月4日 - 陸軍首脳部が米内内閣打倒のため陸相畑俊六に辞職を勧告
- 7月5日 - ヴィシー仏政府が対英国交断絶
- 7月10日 - 独空軍による英本土空襲開始（バトル・オブ・ブリテン）
- 7月11日 - 仏ルブラン大統領辞職 - ヴィシー政権でペタン元帥が国家主席に選出（第三共和政終了）
- 7月15日 - 満州国の新京に建国神廟が創建
- 7月16日 - 米内内閣総辞職（畑陸相の単独辞職）
- 7月19日
  - 近衛文麿、松岡洋右、東條英機、吉田善吾が会談（荻窪会談）
  - 独ヒトラーが英国に和平を求める国会演説を行う
- 7月21日
  - リトアニア、ラトビア、エストニアが独立した「社会主義共和国」であると宣言
  - 日本労働総同盟解散
- 7月22日 - 第2次近衛内閣成立
- 7月23日 - サムナー・ウェルズ米国務次官がバルト諸国のソ連への編入を承認しない旨を宣言（ウェルズ宣言）
- 7月26日 - 閣議で基本国策要綱を決定（大東亜の新秩序・国防国家）
- 7月27日 - 大本営政府連絡会議が「世界情勢の推移に伴う時局処理要綱」を決定

「帝國は世界情勢の變(変)局に対処し内外の情勢を改善し速やかに支那事變の解決を促進するとともに好機を捕捉し對南方問題を解決す　支那事變の処理いまだ終わらざる場合において對南方施策を重点とする態勢轉換に関しては内外諸般の情勢を考慮しこれを定　右二項に對処する各般の準備は極力これを促進す」
「佛印（広州湾を含む）に対しては援蔣行為遮断の徹底を期するとともに速やかにわが軍の補給擔(担)任、軍隊通過および飛行場使用等を容認せしめかつ帝國の必要なる資源の獲得に勉　情況により武力を行使することあり」
- 7月31日 - 救世軍幹部4名がスパイ容疑で検挙される（救世軍スパイ事件。翌月29日救世軍は日本救世団と改称してイギリスの万国本営から離脱）

### 8月
- 8月1日
  - 東京府が食堂・料理屋などでの米食使用を禁止
  - 国民精神総動員本部が「ぜいたくは敵だ！」の立看板1500枚を東京市内に設置
  - 吉富製薬（当時の社名:武田化成株式会社）設立
- 8月8日 - 戦艦大和進水
- 8月15日 - 立憲民政党の解散により議会制民主主義が実質上停止
- 8月20日 - 八路軍、日本軍に対して大攻勢（百団大戦、 - 12月5日）
- 大日本農民組合解散
- 8月27日 - 日本初の蛍光灯が法隆寺金堂に設置される[4]
- 8月30日 - 第二次ウィーン裁定：ルーマニア王国、北トランシルヴァニアをハンガリー王国に割譲
- 8月31日 - 杉原千畝副領事、ナチス・ドイツの迫害によりポーランドなどから逃れてきたユダヤ人に大量ビザを発給
- 山室軍平の『平民之福音』が発禁となる

### 9月
- 9月1日 - 大阪朝日新聞と東京朝日新聞の題号を『朝日新聞』に統一
- 9月7日 - クラヨーヴァ条約：ルーマニア、南ドブロジャをブルガリアに割譲
- 9月12日 - フランスのラスコー洞窟で洞窟壁画が発見される
- 9月19日 - 御前会議
- 9月23日
  - 日本軍、フランス領インドシナ北部に進駐（北部仏印進駐）
  - 日仏印軍事協定成立
- 9月27日 - 日独伊三国同盟成立
- 731部隊、浙江省で細菌戦を実施（ - 12月）

### 10月
- 10月1日 - 第5回国勢調査（内地人口7311万4308人、外地人口3211万1793人）
- 10月3日
  - フランスのヴィシー政権がユダヤ人並びに外来者に対する法を可決
  - 閑院宮が参謀総長を辞任（後任に杉山元大将）
- 10月12日
  - 大政翼賛会発会式
  - ドイツ軍がルーマニアに進軍開始
- 10月14日 - 立教大学のチャールズ・ライフスナイダー総長が辞任し名実共に日本の大学に
- 10月17日 - 神嘗祭の日に皇紀二千六百年奉祝全国基督教信徒大会を開催し、日本基督教団の設立を決議
- 10月27日
  - 戸田漕艇場竣工
  - メキシコが対日禁輸を解除
- 10月28日
  - イタリア軍がギリシャに進軍開始（ギリシャ・イタリア戦争）
  - ヒトラーとムッソリーニが会見
- 10月31日
  - バトル・オブ・ブリテン終了
  - 東京のダンスホール閉鎖
  - 敵性語追放：タバコ改名（バットが金鵄、チェリーが桜）

### 11月
- 11月1日 - 戦時統制で築地小劇場が国民新劇場と改称
  - 戦艦武蔵進水
- 11月3日 - 小西六が国産初のカラーフィルムを発表
- 11月5日
  - 米大統領選挙でフランクリン・ルーズベルトが3選される（後に4選される）
  - 帝室博物館で正倉院御物特別展開催（初の一般公開）
- 11月7日 - アメリカワシントン州のタコマナローズ橋が強風により落橋
- 11月10日
  - 紀元二千六百年記念行事（ - 11月14日）
  - 全国の神社で午前10時に浦安の舞が奉納
  - 全国で提灯行列・旗行列
  - 赤飯用餅米特配
- 11月11日 - イギリス海軍が空母艦載機によりターラント軍港を攻撃（タラント空襲）
- 11月13日 - 御前会議で日華基本条約および支那事変処理要項を決定
- 11月14日
  - 海軍省が兵備局を新設（15日発足）
  - ドイツ軍がイギリス中部の都市コヴェントリーを空襲
- 11月20日 - ハンガリーが枢軸国に加入
- 11月22日 - トルコ全土で戒厳令
- 11月23日
  - 大日本産業報国会結成
  - ルーマニアが枢軸国に加入
  - タイ・フランス領インドシナ紛争が勃発
- 11月24日
  - 元老西園寺公望公死去（国葬12月5日）
  - スロバキアが日独伊三国条約に加入
- 11月25日
  - タイ・フランス領インドシナ国境紛争勃発
  - 第1回全国学生柔道大会開催
- 11月27日 - ルーマニアでイオン・アントネスクによるクーデター。ニコラエ・ヨルグを含む、亡命中の旧国王カロル2世の支持者60人以上が逮捕・処刑される
- 11月29日 - 議会開設五十周年式典（国会議事堂）
- 11月30日 - 日華基本条約調印（汪兆銘政権承認、日清通商航海条約破棄）

### 12月
- 12月6日 - 内閣情報局設置（内閣情報部廃止）
- 12月18日 - ドイツ、ヒトラーが独ソ戦（バルバロッサ作戦）の準備を命令
- 12月24日 - 第76議会召集
- 12月29日 - アメリカ大統領フランクリン・ルーズベルトが「アメリカは民主主義国の兵器廠となる」と発言

### 日付不詳
- 旧日本海軍の艦上戦闘機、零式艦上戦闘機（零戦、ゼロ戦）が正式に採用される
- 越南の八劬双（バクソン）で民衆蜂起

## 芸術・文化・ファッション
- 1940年のスポーツ
  - 大相撲（幕内最高優勝） 
    - 春場所　双葉山定次
    - 夏場所　安藝ノ海節男
- 1940年の映画
  - 怒りの葡萄（監督：ジョン・フォード）
  - 独裁者（監督・製作・脚本・主演：チャールズ・チャップリン）
  - ヒズ・ガール・フライデー（監督：ハワード・ホークス）
  - ピノキオ
  - ファンタジア
  - フィラデルフィア物語（監督：ジョージ・キューカー）
  - 桃色の店（監督：エルンスト・ルビッチ）
  - レベッカ（監督：アルフレッド・ヒッチコック）
- 1940年の文学
  - 芥川賞
    - 第11回（1940年上半期） - 高木卓 『歌と門の盾』（受賞辞退）
    - 第12回（1940年下半期） - 櫻田常久 『平賀源内』

  - 直木賞
    - 第11回（1940年上半期） - 堤千代 『小指』その他、河内仙介 『軍事郵便』
    - 第12回（1940年下半期） - 村上元三 『上総風土記』その他

## 誕生

### 1月
- 1月1日 - 加藤一二三、元将棋棋士
- 1月1日 - 九里一平、漫画家・実業家
- 1月1日 - 石原碩夫、元プロ野球選手
- 1月1日 - 山本久夫、元プロ野球選手
- 1月2日 ‐ 馬場元子、元全日本プロレス社長、ジャイアント馬場の妻（＋ 2018年）
- 1月2日 - 津川雅彦、俳優（+ 2018年[5]）
- 1月2日 - 島野雅亘、元プロ野球選手
- 1月3日 - 森村桂、小説家（+ 2004年）
- 1月3日 - ゼンジー北京、マジシャン
- 1月3日 - 敏いとう、ミュージシャン（敏いとうとハッピー&ブルー）
- 1月4日 - バート・シャーリー、元プロ野球選手
- 1月4日 - 河野高明、プロゴルファー（+ 2010年）
- 1月5日 - 重松省三、元プロ野球選手
- 1月5日 - 丸山完二、元プロ野球選手
- 1月6日 - ヴァン・マッコイ、音楽プロデューサー、作曲家(+ 1979年)
- 1月9日 - 東君平、絵本作家・童話作家（+ 1986年）
- 1月9日 - 田島征三、絵本作家
- 1月9日 - 田島征彦、絵本作家
- 1月13日 - 小松俊広、元プロ野球選手
- 1月15日 - 大野しげひさ、俳優、司会者
- 1月17日 - 三木敏彦、俳優、声優
- 1月17日 - 中野尚弘、元バレーボール選手、指導者（+ 2021年）
- 1月17日 - タバレ・バスケス、第39・41代ウルグアイ大統領、医者（+ 2020年）
- 1月18日 - 手塚幸紀、指揮者 (+ 2020年)
- 1月19日 - 相沢邦昭、元プロ野球選手
- 1月20日 - キャロル・ヘイス・ジェンキンス、元フィギュアスケート選手
- 1月21日 - 竜雷太、俳優
- 1月21日 - 西脇興司、元プロ野球選手
- 1月21日 - ジャック・ニクラス、プロゴルファー
- 1月24日 - ヨアヒム・ガウク、ドイツの政治活動家・宗教家
- 1月25日 - 小川博、元プロ野球選手
- 1月27日 - 川田達男、実業家、セーレン代表取締役会長兼CEO
- 1月28日 - カルロス・スリム、実業家
- 1月29日 - 高橋国光、元レーシングドライバー（+ 2022年）

### 2月
- 2月1日 - 藤井栄治、元プロ野球選手
- 2月1日 - 武腰敏昭、陶芸家(日本藝術院会員)・金沢学院大学名誉教授（+ 2021年）
- 2月2日 - トマス・M・ディッシュ、小説家、SF作家 (+ 2008年)
- 2月3日 - 城之内邦雄、元プロ野球選手
- 2月4日 - ジョージ・A・ロメロ、映画監督・脚本家 (+ 2017年[6])
- 2月5日 - H・R・ギーガー、画家・デザイナー（+ 2014年）
- 2月6日 - デヴィ・スカルノ、タレント・コメンテーター
- 2月7日 - 益川敏英、理論物理学者（+ 2021年）
- 2月9日 - ジョン・クッツェー、2003年ノーベル文学賞受賞者
- 2月9日 - ブライアン・ベネット、ミュージシャン・作曲家
- 2月10日 - 下河辺元春、ジャーナリスト・経済学者
- 2月11日 - 有本欽隆、声優（+ 2019年[7]）
- 2月11日 - 小野ヤスシ、タレント・俳優（+ 2012年）
- 2月11日 - 唐十郎、俳優・劇作家・演出家（+ 2024年）
- 2月18日 - 中村敦夫、俳優・作家・脚本家・元参議院議員
- 2月19日 - サパルムラト・ニヤゾフ、トルクメニスタン初代大統領（+ 2006年）
- 2月19日 - 淡河弘、元プロ野球選手
- 2月20日 - クリストフ・エッシェンバッハ、指揮者・ピアニスト
- 2月20日 - 百瀬博教、作家・詩人・格闘技プロデューサー（+ 2008年）
- 2月21日 - ピーター・ゲシン、元F1レーサー（+ 2011年）
- 2月21日 - 熊代昭彦、岡山市議会議員、元厚生官僚、元衆議院議員、第1次小泉内閣・第1次小泉第1次改造内閣における内閣総理大臣補佐官(行政改革担当)
- 2月22日 - ヤン・エルスター、社会学者・政治学者
- 2月23日 - ピーター・フォンダ、俳優・映画監督(+ 2019年)
- 2月24日 - ジミー・エリス、元プロボクサー (+ 2014年)
- 2月24日 - デニス・ロー、元サッカー選手
- 2月25日 - 森田公一、作曲家・歌手
- 2月27日 - 林紀子、元アナウンサー、日本共産党所属の元参議院議員（+ 2022年）
- 2月28日 - 福井誠、元競泳選手（+ 1992年）
- 2月28日 - マリオ・アンドレッティ、元F1レーサー
- 2月29日 - 原田芳雄、俳優（+ 2011年）

### 3月
- 3月4日 - 岩下光一、元プロ野球選手
- 3月5日 - 藤木孝、俳優、歌手 （+ 2020年[8][9][10]）
- 3月6日 - ウィリー・スタージェル、元メジャーリーガー（+ 2001年）
- 3月7日 - ハンナ・ウィルケ、フェミニズム美術のパフォーミング・アーティスト、画家、彫刻家、写真家（+ 1993年）
- 3月7日 - 上村一夫、漫画家（+ 1986年）
- 3月7日 - 上條恒彦、歌手・俳優・声優  （+ 2025年）
- 3月10日 - 足立光宏、元プロ野球選手
- 3月10日 - 大空眞弓、女優
- 3月12日 - アル・ジャロウ、ジャズ・ボーカリスト（+ 2017年）
- 3月13日 - 鳥越俊太郎、ジャーナリスト
- 3月15日 - 佐々木吉郎、元プロ野球選手（+ 2008年）
- 3月18日 - 福永嫮生、満州国皇帝・愛新覚羅溥儀の姪
- 3月20日 - 立岡脩二、映画プロデューサー・最後の岡山県邑久郡邑久町長、初代・岡山県瀬戸内市長
- 3月25日 - 竜崎勝、俳優、高島彩元フジテレビアナウンサーの実父（+ 1984年）
- 3月25日 - 志茂田景樹、作家・タレント
- 3月26日 - ナンシー・ペロシ、アメリカ合衆国の政治家、第60・63代アメリカ合衆国下院議長
- 3月30日 - 宮口二郎、俳優（+ 1995年）

### 4月
- 4月1日 - ワンガリ・マータイ、環境保護活動家（+ 2011年）
- 4月2日 - 久保征弘、元プロ野球選手
- 4月2日 - ドナルド・ジャクソン、元フィギュアスケート選手
- 4月3日 - 本橋成一、写真家、映画監督
- 4月3日 - 大石清、元プロ野球選手（+ 2023年）
- 4月5日[注釈 2] - 板東英二、タレント、司会者、野球解説者、元プロ野球選手（中日ドラゴンズ）
- 4月7日 - 安部和春、元プロ野球選手（+ 2023年）
- 4月9日 - 小林研一郎、指揮者
- 4月9日 - エルネスト・カブール、チャランゴ奏者（+ 2022年）
- 4月11日 - 早瀬方禧、元プロ野球選手（+ 2012年）
- 4月12日 - ハービー・ハンコック、ジャズピアニスト
- 4月12日 - 居川靖彦、テレビディレクター
- 4月12日 - 坪内ミキ子、女優
- 4月14日 - マリー・アグラーエ・キンスキー、リヒテンシュタイン公爵妃
- 4月15日 - ジェフリー・アーチャー、小説家
- 4月15日 - ウィリー・デービス、元プロ野球選手（+ 2010年）
- 4月16日 - マルグレーテ2世、デンマーク女王
- 4月18日 - ウラジーミル・ワシーリエフ、バレエダンサー・振付家
- 4月18日 - ジョーゼフ・ゴールドスタイン、生化学者・遺伝学者
- 4月19日 - 小川康雄、元プロ野球選手
- 4月23日 - デイル・ヒューストン、スワンプ・ポップ・デュオ、デイル&グレイスのメンバー（+ 2007年）
- 4月24日 - スー・グラフトン、推理作家
- 4月25日 - アル・パチーノ、俳優
- 4月26日 - 高井良一男、元プロ野球選手
- 4月29日 - 原田泰治、画家・グラフィックデザイナー（+ 2022年）
- 4月29日 - ジョージ・アダムズ、ミュージシャン（+ 1992年）
- 4月30日 - 弦念丸呈、フィンランド出身の政治家、参議院議員

### 5月
- 5月2日 - 伯壬旭、株式会社シリウス代表取締役会長
- 5月2日 - 出口典雄[11]、演出家（+ 2020年）
- 5月3日 - 前原英夫、天文学者
- 5月8日 - 佐々木有三、プロ野球選手
- 5月11日 - ヘルベルト・ミューラー、レーシングドライバー（+ 1981年）
- 5月13日 - 円谷幸吉、マラソン選手（+ 1968年）
- 5月17日 - アラン・ケイ、コンピュータ科学者・教育者・ジャズ演奏家
- 5月17日 - フランク・ヤシック、元プロ野球選手
- 5月17日 - イングリート・ヴェンドル、フィギュアスケート選手
- 5月19日 - 牛次郎、漫画原作者
- 5月20日 - 王貞治、福岡ソフトバンクホークス監督・元プロ野球選手（読売ジャイアンツ）
- 5月20日 - オットー・ジェリネク、フィギュアスケート選手
- 5月20日 - 尾崎靖夫、プロ野球選手
- 5月25日 - ペピーノ・ガリアルディ、歌手
- 5月25日 - 西木正明、作家
- 5月25日 - 荒木経惟、写真家
- 5月28日 - 立花隆、ジャーナリスト・評論家（+ 2021年）
- 5月28日 - 筒美京平、作曲家（+ 2020年）
- 5月29日 - 大鵬幸喜、大相撲第48代横綱（+ 2013年）
- 5月30日 - 塩原明、プロ野球選手
- 5月31日 - オーギー・マイヤーズ、アメリカ合衆国のミュージシャン

### 6月
- 6月1日 - 勝呂誉、俳優
- 6月2日 - コンスタンティノス2世、ギリシャ王国最後の国王
- 6月2日 - 矢田美英、政治家
- 6月5日 - 城山昇、アニメ脚本家
- 6月7日 - トム・ジョーンズ、歌手
- 6月15日 - シルヴァーナ・ガンドルフィ、児童文学作家
- 6月15日 - 黒田能弘、プロ野球選手
- 6月17日 - 高木喬、元プロ野球選手（+ 2012年）
- 6月19日 - 田中直紀、政治家
- 6月19日 - 寺田典城、政治家
- 6月19日 - 張本勲、野球解説者、元プロ野球選手
- 6月20日 - 斎藤惇夫、児童文学作家
- 6月21日 - 緒方勝、プロ野球選手
- 6月23日 - スチュアート・サトクリフ、画家・ベーシスト（+ 1962年）
- 6月24日 - ヴィットリオ・ストラーロ、映画監督
- 6月24日 - 倉島今朝徳、元プロ野球選手（+ 2013年）
- 6月24日 - 加賀美幸子、フリーアナウンサー、元NHKエグゼクティブアナウンサー
- 6月25日 - 日根紘三、元プロ野球選手
- 6月26日 - ジェリー藤尾、歌手・俳優・タレント（+ 2021年）
- 6月26日 - 扇田昭彦、演劇評論家、元朝日新聞記者（+ 2015年）
- 6月26日 - 出﨑哲、アニメ監督
- 6月26日 - 大山うさぎ、女優
- 6月27日 - オイゲン・キケロ、ピアニスト（+ 1997年）
- 6月29日 - 朝間義隆、脚本家・映画監督

### 7月
- 7月1日 - 福の花孝一、大相撲力士、元関脇  （+ 2021年）
- 7月1日 - 山本圭、俳優（+ 2022年）
- 7月1日 - 愛田武、実業家（* 2018年[12][13][14]）
- 7月2日 - 浅丘ルリ子、女優
- 7月3日 - 矢野清、元プロ野球選手（+ 2014年）
- 7月4日 - 篠田勇、プロ野球選手
- 7月4日 - 渡辺博文、プロ野球選手
- 7月5日 - 草村礼子、女優
- 7月6日 - 藤猛、ボクシングジム代表、元プロボクサー
- 7月6日 - ヌルスルタン・ナザルバエフ、カザフスタン大統領
- 7月7日 - リンゴ・スター、ミュージシャン、元ビートルズのドラマー
- 7月7日 - 鈴木悳夫、元プロ野球選手（+ 2007年）
- 7月7日 - クニ河内、ミュージシャン
- 7月15日 - 河村保彦、元プロ野球選手（+ 2012年）
- 7月15日 - 山本集、高校野球指導者（+ 2011年）
- 7月15日 - 上杉尚祺、監督
- 7月17日 - C・W・ニコル、作家（+ 2020年[15]）
- 7月17日 - 植野浩史、プロ野球選手
- 7月17日 - 黒崎武、プロ野球選手
- 7月18日 - ジョー・トーリ、元メジャーリーガー・元ニューヨーク・ヤンキース監督
- 7月20日 - 三原新二郎、高校野球指導者
- 7月24日 - 一枝修平、元プロ野球選手
- 7月25日 - 菅原紀元、元プロ野球選手
- 7月27日 - ピナ・バウシュ、バレエダンサー、振付師（+ 2009年）
- 7月28日 - 別部捷夫、元プロ野球選手

### 8月
- 8月1日 - ジャッキー吉川、ドラマー（ジャッキー吉川とブルーコメッツ） （+ 2020年）
- 8月2日 - 西田孝之、元プロ野球選手
- 8月3日 - ロジャー・レポーズ、元プロ野球選手
- 8月5日 - 古賀誠、政治家
- 8月7日 - 永原秀一、脚本家(+ 2001年)
- 8月7日 - 山本圭子、声優（+ 2024年）
- 8月11日 - レツゴー正児、漫才師（レツゴー三匹）(+ 2020年[16])
- 8月12日 - 伊藤アキラ、作詞家
- 8月12日 - ロッド・バーナード、アメリカ合衆国のスワンプ・ポップ歌手 （+ 2020年）
- 8月13日 - 江渡辰郎、プロ野球選手
- 8月14日 - 岡本凱孝、プロ野球選手
- 8月21日 - 斉藤安弘、ラジオパーソナリティ、元ニッポン放送アナウンサー
- 8月22日 - 土居まさる、タレント・司会者、元文化放送アナウンサー(+ 1999年)
- 8月25日 - 木内貴史、元バスケットボール選手、ローマ・東京五輪代表、現日本バスケットボール協会専務理事
- 8月26日 - 高松延次、プロ野球選手
- 8月31日 - アラン・カルマ、フィギュアスケート選手

### 9月
- 9月5日 - ラクエル・ウェルチ、女優
- 9月6日 - 田中俊幸、元プロ野球選手（+ 2008年）
- 9月6日 - 戸塚宏、教育者
- 9月7日 - ダリオ・アルジェント、映画監督
- 9月7日 - アブドゥルラフマン・ワヒド、政治家、インドネシア第4代大統領（+ 2009年）
- 9月10日 - ボブ・チャンス、元プロ野球選手（+ 2013年）
- 9月11日 - ブライアン・デ・パルマ、映画監督
- 9月12日 - ミッキー・ロリッチ、メジャーリーガー
- 9月12日 - 大塚祐司、プロ野球選手
- 9月16日 - 三上真一郎、俳優（+ 2018年[17]）
- 9月16日 - 八木孝、プロ野球選手
- 9月17日 - 松本俊一、元プロ野球選手
- 9月19日 - 大羽進、元プロ野球選手
- 9月20日 - 麻生太郎、政治家
- 9月20日 - 大沢辰美、政治家
- 9月22日 - アンナ・カリーナ、女優（+ 2019年[18]）
- 9月23日 - 沢田和猫、声優
- 9月24日 - 菅沼三千子、漆芸家
- 9月26日 - アントン・ウィッキー、タレント、大学教授
- 9月26日 - 上条高敬、元プロ野球選手

### 10月
- 10月3日 - 三遊亭圓窓 (6代目)、落語家（+ 2022年）
- 10月3日 - ウォルター・アルバレス、地質学者
- 10月8日 - 北原謙二、歌手（+ 2005年）
- 10月8日 - 峰国安、プロ野球選手
- 10月9日 - ジョン・レノン、ミュージシャン、元ビートルズ（+ 1980年）
- 10月9日 - ジョー・ペピトーン、元メジャーリーガー
- 10月10日 - 石井郁子、政治家
- 10月14日 - クリフ・リチャード、歌手
- 10月19日 - 伊藤竜彦、元プロ野球選手
- 10月21日 - 笹森清、労働運動家、第4代連合会長（+ 2011年）
- 10月23日 - ペレ、元サッカー選手（+ 2022年）
- 10月27日 - ジョン・ゴッティ、アメリカ・マフィアのボス（+ 2002年）
- 10月27日 - 二階堂有希子、女優・声優

### 11月
- 11月2日 - 有川博、俳優・声優（＋ 2011年[19]）
- 11月4日 - デルバート・マクリントン、アメリカ合衆国の歌手、ミュージシャン
- 11月4日 - 宮寺勝利、元プロ野球選手
- 11月4日 - 森瑤子、小説家（+ 1993年)
- 11月5日 - ヒデ夕樹、歌手（+ 1998年）
- 11月7日 - 山崎學、医師
- 11月8日 - 横手丘二、撮影技師・映画カメラマン
- 11月10日 - 岡村浩二、元プロ野球選手（+ 2023年）
- 11月11日 - 池田駿介、俳優、モデル（+ 2010年）
- 11月14日 - 遠藤征慈、俳優・声優（＋ 2002年）
- 11月15日 - ロベルト・カバリ、ファッションデザイナー
- 11月21日 - ナタリア・マカロワ、バレエダンサー・振付師・女優
- 11月21日 - 広野翼、プロ野球選手
- 11月23日 - たこ八郎、コメディアン、プロボクサー（+ 1985年）
- 11月23日 - ルイス・ティアント、元メジャーリーガー
- 11月24日 - 石川陽造、元プロ野球選手
- 11月25日 - 池内紀、ドイツ文学者、エッセイスト（＋ 2019年[20]）
- 11月26日 - 琴櫻傑將、大相撲第53代横綱・先代佐渡ヶ嶽親方（＋ 2007年）
- 11月26日 - 中野寛成、政治家
- 11月26日 - 吉川春子、政治家
- 11月27日 - ブルース・リー、武道家・俳優　ジークンドー創始者（+ 1973年）
- 11月29日 - チャック・マンジョーネ、ジャズ・ミュージシャン（+ 2025年）
- 11月30日 - 安蘇谷正彦、神道学者
- 11月30日 - 廣瀬幸雄、大学教授・工学博士

### 12月
- 12月1日 - 松島みのり、声優（+2022年）
- 12月1日 - ジェリー・ローソン、工学者（+2011年）
- 12月3日 - 篠山紀信、写真家  （+ 2024年）
- 12月4日 - 新克利、俳優
- 12月6日 - 露木茂、ニュースキャスター、元フジテレビアナウンサー
- 12月11日 - 北見けんいち、漫画家
- 12月11日 - 片山健、絵本作家
- 12月12日 - ディオンヌ・ワーウィック、歌手
- 12月14日 - 橋本勝磨、プロ野球選手（+ 2014年）
- 12月15日 - 北見マキ、マジシャン
- 12月15日 - 細川俊之、俳優（+ 2011年）
- 12月17日 - スティーヴン・コヴァセヴィチ、ピアニスト
- 12月19日 - 島田晴夫、マジシャン（+ 2022年）
- 12月19日 - 平野次郎、ジャーナリスト・元NHK解説委員、記者
- 12月20日 - 辻佳紀、元プロ野球選手（+ 1989年）
- 12月20日 - サッド・ティロットソン、元プロ野球選手（+ 2012年）
- 12月20日 - 野口悠紀雄、経済学者
- 12月21日 - フランク・ザッパ、ミュージシャン（+ 1993年）
- 12月22日 - エルロッド・ヘンドリックス、元プロ野球選手（+ 2005年）
- 12月22日 - 大野守、プロ野球選手
- 12月23日 - 太田紘一、元プロ野球選手

### 日付不詳
- 門田泰明、小説家

## 死去
- 1月4日 - 初代根津嘉一郎、実業家・東武鉄道社長（* 1860年）
- 1月16日 - マクシミリアン・シュヴェードラー、フルート奏者（* 1853年）
- 1月18日 - 本因坊秀哉、囲碁の棋士（* 1874年）
- 1月21日 - オーティス・ハーラン、俳優・コメディアン（* 1865年）
- 1月21日 - ジェフリー・ホール＝セイ、フィギュアスケート選手（* 1864年）
- 1月23日 - 五代目三遊亭圓生、落語家（* 1884年）
- 2月2日 - フセヴォロド・メイエルホリド[21]、演出家・俳優（* 1874年）
- 2月4日 - ニコライ・エジョフ、ソビエト連邦の秘密警察指導者（* 1895年）
- 2月23日 - 二代目市川左團次、歌舞伎役者（* 1880年）
- 2月29日 - 頼母木桂吉、政治家・元東京市長（* 1867年）
- 3月2日 - マット・キルロイ、メジャーリーガー（* 1866年）
- 3月8日 - 恒久王妃昌子内親王、日本の皇族（* 1888年）
- 3月10日 - ミハイル・ブルガーコフ、劇作家・小説家（* 1891年）
- 3月13日 - 永井建子、軍楽隊指導者・作曲家（* 1865年）
- 3月13日 - 山室軍平、日本救世軍創始者（* 1872年）
- 3月16日 - セルマ・ラーゲルレーヴ、小説家（* 1858年）
- 3月23日 - 水上瀧太郎、小説家（* 1887年）
- 3月26日 - スピリドン・ルイス、陸上競技選手（* 1873年）
- 3月26日 - ユーリ・ショカルスキー、地理学者・海洋学者（* 1856年）
- 3月26日 - 吉江喬松、詩人・フランス文学者（* 1880年）
- 4月1日 - ジョン・アトキンソン・ホブソン、経済学者（* 1858年）
- 4月24日 - ファンニ・ブラーテ、画家（* 1861年）
- 4月26日 - カール・ボッシュ、化学者（* 1874年）
- 5月8日 - 楠目橙黄子、俳人（* 1889年）
- 5月17日 - エマ・ゴールドマン、アナキスト・フェミニスト（* 1869年）
- 5月19日 - フィリップ・フルトヴェングラー、数学者（* 1869年）
- 5月20日 - ヴェルネル・フォン・ヘイデンスタム、詩人・小説家（* 1859年）
- 5月28日 - フリードリヒ・カール・フォン・ヘッセン（* 1868年）
- 6月5日 - 徳川家達、徳川宗家第16代当主・貴族院議長（* 1863年）
- 6月10日 - マーカス・ガーベイ、ジャマイカの民族主義運動家（* 1887年）
- 6月17日 - アーサー・ハーデン、化学者（* 1865年）
- 6月21日 - エドゥアール・ヴュイヤール、画家（* 1868年）
- 6月22日 - 馬場孤蝶、英文学者（* 1869年）
- 6月24日 - 鈴木喜三郎、政治家（* 1867年）
- 6月27日 - 呉建、内科学者・画家（* 1883年）
- 6月29日 - パウル・クレー、画家（* 1879年）
- 7月6日 - アレクサンダー・ゴールデンワイザー、人類学者・社会学者（* 1880年）
- 7月7日 - 曾我廼家五九郎、喜劇俳優（* 1876年）
- 7月8日 - 吉行エイスケ、ダダイスト詩人（* 1906年）
- 7月15日 - ロバート・ワドロー、世界一身長の高い人物（* 1918年）
- 7月28日 - 大森義太郎、経済学者（* 1898年）
- 8月5日 - フレデリック・クック、探検家（* 1865年）
- 8月18日 - ウォルター・クライスラー、実業家・クライスラー社創設者（* 1875年）
- 8月21日 - レフ・トロツキー、革命家（* 1879年）
- 8月30日 - ジョゼフ・ジョン・トムソン、物理学者（* 1856年）
- 9月4日 - 北白川宮永久王、日本の皇族（* 1910年）
- 9月6日 - 麻生久、政治家（* 1891年）
- 9月12日 - 中村歌右衛門 (5代目)、歌舞伎役者（* 1866年）
- 9月26日 - ヴァルター・ベンヤミン、文芸評論家・文化史家（* 1892年）
- 9月27日 - ユリウス・ワーグナー＝ヤウレック、医学者（* 1857年）
- 10月11日 - 種田山頭火、俳人（* 1882年）
- 10月5日 - シルベストレ・レブエルタス、作曲家・指揮者・ヴァイオリニスト（* 1899年）
- 10月17日 - ジョージ・デイヴィス、メジャーリーガー（* 1870年）
- 11月9日 - ネヴィル・チェンバレン、英国首相（* 1869年）
- 11月12日 - ジョー・クイン、メジャーリーガー（* 1864年）
- 11月17日 - エリック・ギル（英語版）、彫刻家（* 1882年）
- 11月20日 - 小熊秀雄、詩人・小説家（* 1901年）
- 11月23日 - 西園寺公望、第12・14代内閣総理大臣（* 1849年）
- 12月5日 - ヤン・クベリーク、ヴァイオリニスト（* 1880年）
- 12月6日 - 田中隆三 、政治家（+1864年）
- 12月16日 - ユージン・デュポア、解剖学者、人類学者（* 1858年）
- 12月16日 - ビリー・ハミルトン、メジャーリーグベースボール選手（* 1866年）
- 12月21日 - スコット・フィッツジェラルド、小説家（* 1896年）
- 12月27日 - ルイ・アイエ、画家（+1864年）
- 月日不明 - 大河百々代、女優（* 1922年）

## ノーベル賞
- 物理学賞 - 該当者なし
- 化学賞 - 該当者なし
- 生理学・医学賞 - 該当者なし
- 文学賞 - 該当者なし
- 平和賞 - 該当者なし